# Eliška Skácalová
Eliška Skácalová (* 7. prosince 1994 Olomouc) je česká reprezentantka v synchronizovaném plavání. K jejím úspěchům patří Juniorský mistrovský titul z roku 2012 v sólových sestavách, a účast na mistrovství světa juniorek v Řecku jako jediné z České republiky. Dále pak 15. místo na mistrovství Evropy žen 2016 v Londýně, kde poprvé změřila síly se světovou špičkou.
Jako náhradnice se zúčastnila i unorové Olympijské kvalifikace v Rio de Janeiro 2016, kde byla připravena zastoupit jednu z reprezentační dvojice Soňa Bernardová a Alžběta Dufková.